# Església de la Nativitat d'Almassora
L'església parroquial de la Nativitat de la Mare de Déu, en la "Vila" d'Almassora (Província de Castelló, Espanya), és un temple catòlic, que va ser construït a la fi del segle XVII (entre 1685 i 1691) en estil barroc, i posteriorment allargat en 1864 en edificar-se la capella de la Comunió.
Està catalogada com Bé de rellevància local, amb codi d'identificació: 12.05.009-002, segons consta a la Direcció General de Patrimoni Artístic de la Generalitat Valenciana.

## Descripció
Es tracta d'un temple d'una sola nau i capelles entre contraforts, que comptava amb un altar amb diversos llenços - Naixements de Nostra Senyora del segle xviii, escultures de Nostra Senyora de la Pietat, de Josep Esteve Bonet, etc. -, Que van desaparèixer l'any 1936.
Custòdia actualment un llenç d'El Salvador realitzat per Joaquim Oliet i Cruella - «Joachim Oliet Pinxit Anno MDCCXLV» -, així com una bona col·lecció d'orfebreria -relicario de Santa Quitèria, de plata sobredaurada, gòtic, de fins del segle xv i amb punxó valencià; i safata petitoria-.
A la façana que dona a la plaça hi ha una làpida funerària romana del segle i o II de la nostra era, única que subsisteix de les transmeses pels autors, de les trobades en el terme.